# Michael Crotta
Michael John Crotta (né le 25 septembre 1984 à Fort Lauderdale, Floride, États-Unis) est un lanceur droitier de baseball qui joue en 2011 pour les Pirates de Pittsburgh, dans les Ligues majeures, et pour les Hokkaido Nippon Ham Fighters de la Ligue Pacifique du Japon en 2014 et 2015.

## Biographie

### Carrière scolaire et universitaire
Après des études secondaires à la Martin County High School de Stuart (Floride), Michael Crotta est repêché en juin 2003 par les Phillies de Philadelphie au 47e tour de sélection. Il repousse l'offre et suit des études supérieures à la Florida Atlantic University où il porte les couleurs des Owls de Florida Atlantic de 2004 à 2006. En trois saisons universitaires, il prend part à 64 matchs, dont 22 comme lanceur partant, pour douze victoires, dix défaites et une moyenne de points mérités de 5,69.

### Ligues mineures
Crotta rejoint les rangs professionnels à la suite du repêchage amateur de juin 2006 au cours de laquelle il est sélectionné par les Pirates de Pittsburgh au 17e tour de sélection.
Il passe cinq saisons en Ligues mineures avec les Williamsport Crosscutters (A, 2006), les Crawdads de Hickory (A, 2006-2007), le Curve d'Altoona (AA, 2007-2010), les Hillcats de Lynchburg (A+, 2008) et les Indians d'Indianapolis (AAA, 2010). Il joue 24 parties comme lanceur partant en Triple-A pour cinq victoires, dix défaites, et une moyenne de points mérités de 4,93.

### Pirates de Pittsburgh
Crotta est utilisé comme lanceur de relève lors de l'entraînement de printemps 2011 des Pirates, et ses bonnes performances lui permettent de figurer dans l'effectif actif de la franchise au départ de la saison 2011.
Il fait ses débuts en Ligue majeure le 3 avril 2011 avec les Pirates. Il effectue une relève d'une manche face aux Cubs de Chicago, n'accordant aucun coup sûr et aucun point, . Crotta effectue 15 sorties en relève et totalise 10 manches et deux tiers lancées pour les Pirates. Sa fiche est d'aucune victoire, une défaite, avec une moyenne de points mérités de 9,28 et sept retraits sur des prises.
Il rate toute la saison 2012 après une opération au coude droit, qui s'infecte et le renvoie sur la table d'opération pour une seconde intervention chirurgicale,.

### Nationals de Washington
Mis sous contrat par les Nationals de Washington, il tente de refaire son chemin vers les majeures en 2013 mais passe l'année avec les Chiefs de Syracuse, principal club affilié de la franchise en ligues mineures.

### Japon
En 2014 et 2015, Crotta évolue pour les Nippon Ham Fighters de la Ligue Pacifique du Japon. À sa première année, il effectue 61 présences en relève et maintient une brillante moyenne de points mérités de 2,62 en 58 manches et un tiers lancées pour les Fighters. En 2015, cependant, sa moyenne s'élève à 6,59 en 28 manches et deux tiers lancées.

### Tigers de Détroit
Le 30 décembre 2015, il signe un contrat des ligues mineures avec les Tigers de Détroit de la Ligue majeure de baseball.